# Særimner
Særimner er i den nordiske mytologi en galt, der bor i Valhal. Den er fortryllet og benyttes i køkkenet som kilde til rigeligt frisk flæsk. Når kokken Andrimner skærer tykke lunser af siden på Særimner, vokser kødet straks frem igen. På den måde er der hver aften mad til hele einherjehæren. Særimner bliver kogt i kogekarret Eldrimner.
| Mytologi | Spire Denne artikel om mytologi er en spire som bør udbygges. Du er velkommen til at hjælpe Wikipedia ved at udvide den. |